# Probles punctatus
Probles punctatus là một loài tò vò trong họ Ichneumonidae.